# Nemzetközi Súly- és Mértékügyi Hivatal

A BIPM jelvénye

A Nemzetközi Súly- és Mértékügyi Hivatal angolul: International Bureau of Weights and Measures, franciául: Bureau international des poids et mesures egyike a nemzetközi mérésügyi intézményeknek, amelyet a nemzetközi méteregyezmény (Convention du Mètre) alapján hoztak létre; hivatott fenntartani és fejleszteni a nemzetközi mértékegységrendszert. A szervezet rövidítése francia nyelvű nevéből származik. A méteregyezmény diplomáciai alapokon jött létre, és hivatalos nyelve a francia.
Működése szorosan kapcsolódik az Általános Súly- és Mértékügyi Konferencia munkájához (CGPM, Conférence générale des poids et mesures), amely négyévente ülésezik, valamint a Nemzetközi Súly- és Mértékügyi Bizottság munkájához (CIPM, Comité international des poids et mesures).
Jelmondata, amelyet a nemzetközi etalonokra felvéstek: À tous les temps, à tous les peuples
(minden időkre – minden népnek).
Az intézmény nevében történeti okokból a súly szó szerepel. A súly és a tömeg közötti különbségtétel csaknem negyven évvel később született meg, a harmadik Általános Súly- és Mértékügyi Konferencián.

## Története
A BIPM-et 1875. május 20-án alapították, a nemzetközi méteregyezmény aláírásával, 17 ország részvételével. Működése helyszínéül létrehozták Párizs egyik elővárosában, Sèvres-ben a Pavillon de Breteuil-t. A nemzetközi szervezet a francia állammal 1969-ben kötött székhelyegyezmény alapján diplomáciai mentességekben és kiváltságokban részesül.
A méteregyezmény aláírói közt ott volt az Osztrák–Magyar Monarchia részéről Apponyi Rudolf párizsi nagykövet. Ezzel jogot szereztünk arra, hogy birtokoljuk a méter- és a kilogrammetalon egy-egy példányát.

### A BIPM vezetői
- 1875-1877 Gilbert Govi – Olaszország
- 1877-1879 Johannes Pernet – Svájc
- 1879-1889 Ole-Jacob Broch – Norvégia
- 1889-1915 J.-René Benoît – Franciaország
- 1915-1936 Charles-Édouard Guillaume – Svájc
- 1936-1951 Albert Pérard – Franciaország
- 1951-1961 Charles Volet – Svájc
- 1962-1977 Jean Terrien – Franciaország
- 1978-1988 Pierre Giacomo – Franciaország
- 1988-2003 Terry J. Quinn CBE FRS – Egyesült Királyság
- 2004-2010 Andrew J. Wallard – Egyesült Királyság

### A CIPM magyar tagjai
- Kruspér István (1818-1905); 1879-1894 között
- Bodola Lajos (1859-1936); 1894-1929 között
- Honti Péter, (1907-1981); 1968-1981 között

### Magyar vonatkozások
Nagy Károly csillagász már 1864-ben megvásárolta a méter- és a kilogrammetalon egy-egy példányát. Ez tette lehetővé, hogy Magyarország azokat államközi egyezmény keretében már 1870-től kezdve használhatta, és a méteregyezmény megkötése előtt egy évvel már törvénybe iktatta (1874. évi VIII. tc.).

## Szerepe
A nemzetközi méteregyezmény által feljogosítva a BIPM lehetővé teszi az etalonok és a mértékegységek azonosságát az egész Földön. Konzultatív bizottságai révén fejti ki tevékenységét, amelyekbe a társult országok mérésügyi intézetei tagokat delegálnak; Magyarország részéről a Magyar Kereskedelmi Engedélyezési Hivatal.
A BIPM tevékenysége alapvetően mérésügyi laboratóriumi munkákra támaszkodik. Folyamatosan végzi a mértékek összehasonlítását és a mérések egyre megbízhatóbb elvégzését. Kalibrálási feladatokat lát el a társult országok mérésügyi laboratóriumai számára
A BIPM feladatai közé tartozik sok más mellett, hogy az idő (egyezményes koordinált világidő, UTC) mérését nagy pontossággal fenntartsa, és a nemzetközi szükségletek számára rendelkezésre bocsássa.